# 不變鋼

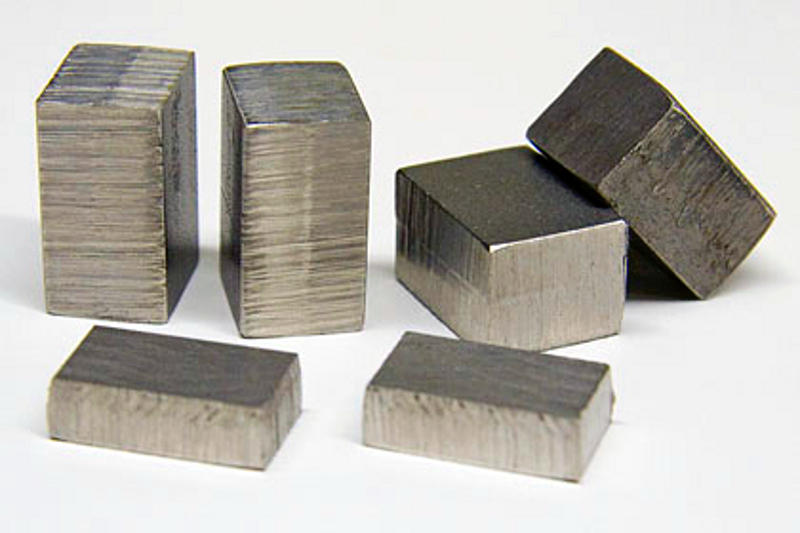
因瓦合金的样本

不變鋼（又稱恆範鋼、因瓦合金、殷瓦钢（Invar），这一名称来自invariable一词，是安賽樂米塔爾所有的注册商标，来源于其在温度变化时膨胀和收缩很小的特性）或称FeNi36或64FeNi。
这是一種鎳鋼合金，是含鎳元素量36%的特殊鋼，由於其膨脹係數極小，在极低温度到超过室温的温度范围内都能保持固定长度（这种特性也被称为因瓦效应），適合做測量元件，更是製造液化天然氣載運船的重要原料。
因瓦合金是瑞士科學家夏爾·紀堯姆在1896年發明，他也因此獲得了1920年的諾貝爾物理學獎。

## 性质

鎳鋼合金中鎳含量和熱膨脹係數的關係，當鎳含量36%時會有最低的膨脹係數。

与其他铁镍合金一样，不变钢也是一种固溶体，也就是说，它是一种单相合金。在商业版本中，它由大约36%的镍和64%的铁组成。1961年，西屋电气材料实验室的科学家将这一合金描述为“含30-45原子百分比镍”。
常见的不变钢的热膨胀系数（表示为α，在20°C和100°C之间测量）约为1.2×10−6 K-1（1.2 ppm/°C），而普通钢的这个值约为11-15 ppm/°C。超纯等级（<0.1% Co）可以产生低至0.62-0.65 ppm/°C的热膨胀系数，而一些特殊配方可以达成负热膨胀系数。虽然它在温度范围内表现出很高的尺寸稳定性，但它确实有蠕变的倾向。

## 因瓦效应
不變鋼在室温以上的环境下不膨胀，是由于合金里的铁原子半径小，处于不稳定状态的低自旋的铁原子密度随温度上升而增加，从而导致原子收缩；而另一方面温度升高使原子的热振动趋于剧烈，原子间的距离加大，以避免原子之间的碰撞。这两种效果在不變鋼中相互抵消，因此形成因瓦效应 。而低温环境下的因瓦效应则主要是由于量子波动引起的 。